# 師摩矣
師摩矣（?—?），9世纪南诏国王劝丰祐之妃。
師摩矣跟随劝丰祐至罗浮山白城，建造两座佛寺。佛寺南壁上画了一条龙，当夜龙从画中动了起来，差点损毁佛寺。師摩矣于是再画了一柱锁上了它，才得以安定。这个传说反映了南诏佛教与巫教之间的斗争。